# Marija Golden
Marija Golden, slovenska jezikoslovka.
Upokojena redna profesorica na Oddelku za primerjalno in splošno jezikoslovje Filozofske fakultete Univerze v Ljubljani in zaslužna profesorica Unverze v Ljubljani (2019).